# Earnie Shavers
Earnie Shavers est un boxeur poids lourds américain né le 31 août 1944 à Garland (Alabama) et mort le 1er septembre 2022 à Martinsville en Virginie.
Il est réputé pour avoir été l'un des puncheurs les plus redoutables de sa catégorie. Il détient un pourcentage de victoires par KO (92 %) parmi les plus élevés de l'histoire de la boxe anglaise. 

## Biographie

### Carrière

#### Carrière amateur
Sa courte carrière amateur est ponctuée par un titre de champion des États-Unis en 1969. 

#### Premières années en professionnel
En novembre 1969, Earnie Shavers passe professionnel et démontre très vite de grandes qualités de puncher. Malgré une défaite aux points lors de son troisième combat, il aligne les victoires par KO dans les premières reprises. Il connait toutefois une deuxième défaite en étant mis KO au 5e round par le futur challenger mondial, Ron Stander, le 11 mai 1970.
Jusqu'à la fin de 1972 pourtant, Shavers aligne 30 victoires consécutives, dont 29 par KO. Seul l'ancien champion du monde mi-lourd Vicente Rondón tiendra jusqu'au bout d'un combat en 10 reprises, mais en ne gagnant qu'un round selon les juges.
Le 19 février 1973, Earnie Shavers bat en 3 rounds un autre espoir, Jimmy Young. Après 44 victoires et 2 défaites, il fait désormais partie des boxeurs les mieux classés de la catégorie. Mais il connait des fortunes diverses face aux autres top boxeurs de l'époque.
Il bat l'ancien champion du monde WBA Jimmy Ellis le 18 juin 1973, en un round. En décembre de la même année, il est opposé à Jerry Quarry mais il est battu par KO technique au 1er round. Earnie Shavers accorde une revanche à Jimmy Young en 1974, et l'envoie à terre au 4e round, mais c'est finalement un match nul. 
En 1975, il affronte l'ancien challenger au titre mondial Ron Lyle : il parvient à le mettre à terre dans la 2e reprise mais perd finalement par KO au 6e round. Il remporte par la suite 5 victoires de rang, dont une contre Roy Williams en novembre 1976, dont la fin marque les fans : au bord de la chute, Shavers est compté debout par l'arbitre dans la 10e et dernière reprise. Il est autorisé à reprendre, titubant, il essuie encore plusieurs coups de son adversaire, mais réplique et le touche durement en retour. Compté debout à son tour, Williams est autorisé à reprendre, mais insuffisamment remis, chute avant même que de nouveaux coups ne soient échangés, Shavers remporte un combat renversé dans les derniers instants.

#### Shavers contre Mohamed Ali
Sa nouvelle série de 5 victoires par KO lui permet de rencontrer Mohamed Ali pour les ceintures de champion du monde WBA et WBC, le 29 septembre 1977. Nargué par le champion, il parvient toutefois à le mettre en difficulté en le touchant avec de durs crochets à plusieurs reprises. Ali reste debout et mène aux points avant la dernière reprise.
À la fin de ce 15e round, Ali se déchaine et multiplie les directs qui font tituber Shavers. Le combat va cependant au bout, Ali est déclaré vainqueur aux points, mais déclarera que Shavers était le plus gros cogneur qu'il ait rencontré.

#### Shavers contre Holmes (I et II)
Le 25 mars 1978, Earnie Shavers affronte Larry Holmes en combat éliminatoire pour défier le détenteur de la ceinture WBC Ken Norton, mais il est battu aux points en 12 rounds.
Une nouvelle série de succès, incluant une victoire par KO contre l'ancien champion du monde Ken Norton en un seul round lui permettent de retrouver Larry Holmes, désormais champion du monde des poids lourds. Le combat a lieu le 28 septembre 1979 et à 34 ans, cela semble être sa dernière chance d'être titré. Holmes prend vite le contrôle du combat, mais celui-ci paraît basculer quand Shavers envoie Holmes à terre au 7e round d'un puissant crochet du droit. Holmes va pourtant récupérer et dominer les rounds suivants. Dans la 10e reprise, Shavers, le visage en sang, est visiblement épuisé et proche du tapis. Dans le 11e round, inactif, il ne se protège pratiquement plus des coups de Holmes, qui ne se précipite pas et lance surtout des jabs. Finalement, l'arbitre arrête le combat.

#### Fin de carrière
Earnie Shavers ne se retire pas néanmoins. En 1982, il bat Joe Bugner par KO technique à la 2e reprise mais la même année, il est déclaré perdant par décision unanime des juges contre l'espoir James Tillis (en). Ce sera son dernier combat important. Il dispute encore quelques combats contre des inconnus, puis se retire quelques mois plus tard, en raison de problèmes de rétine. Il fera deux come-back anecdotiques en 1987 et 1995.

### Mort
Shavers meurt le 1er septembre 2022 à l'âge de 78 ans en Virginie.

## Réputation
Selon Ron Lyle, Mohamed Ali, James Tillis (en) et Leroy Caldwell qui l'ont combattu, Earnie Shavers frappait aussi fort, voire plus fort, que George Foreman (régulièrement désigné comme étant l'un des cogneurs les plus puissants de toute l'histoire de la boxe anglaise). Par ailleurs, ce dernier a déclaré dans une interview à propos de Shavers qu'il était soulagé de ne jamais avoir eu à le combattre. 
Dans une interview de fin 1977 sur le plateau de Phil Donahue, Muhammad Ali a déclaré sans hésitation qu'il considérait Earnie Shavers comme le boxeur le plus dur qu'il ait jamais eu à affronter. "Je pensais en venir à bout avant le 7eme round, mais il (Shavers) était bon. Il a encaissé tout ce que je lui ai envoyé et il frappait très fort!".
L'ancien champion du monde des lourds Larry Holmes, qui a affronté Shavers a deux reprises, le considère également comme le plus puissant de ses adversaires (Shavers l'enverra d'ailleurs au tapis dans le 7eme round de leur second combat, que Holmes remportera néanmoins par arrêt de l'arbitre). Holmes est par ailleurs convaincu que c'est après son combat contre Shavers que Muhammad Ali a commencé à développer les premiers symptômes de la maladie de Parkinson.